# فرودگاه اکیاک
فرودگاه اکیاک (به انگلیسی: Akiak Airport) یک فرودگاه همگانی با کد یاتا AKI است که یک باند فرود شن دارد و طول باند آن ۹۷۴ متر است. این فرودگاه در شهر آکیاک، آلاسکا کشور ایالات متحده آمریکا  قرار دارد و در ارتفاع ۹ متری از سطح دریا واقع شده‌است.